# 20639 Michellouie
(20639) Michellouie là một tiểu hành tinh được phát hiện ngày 4 tháng 10 năm 1999 bởi chương trình Nhóm nghiên cứu tiểu hành tinh gần Trái Đất phòng thí nghiệm Lincoln. Nó đã được đặt tên cho Michelle Louie (b. 1986).